# Torneo de Kitzbühel 2017
El Generali Open Kitzbühel 2017 fue un torneo de tenis perteneciente al ATP Tour 2017 en la categoría ATP World Tour 250. El torneo tuvo lugar en la ciudad de Kitzbühel (Austria) desde el 31 de julio hasta el 5 de agosto de 2017 sobre tierra batida.

## Distribución de puntos
| Modalidad            | Campeón | Finalista | Semifinales | Cuartos de final | 2ª ronda | 1ª ronda | Clasificados | 2ª ronda de clasificación | 1ª ronda de clasificación |
| Individual masculino | 250     | 165       | 100         | 50               | 25       | 0        | 13           | 7                         | 0                         |
| Dobles masculino     | 250     | 150       | 90          | 45               | 20       | 0        | -            | -                         | -                         |

## Cabezas de serie

### Individuales masculino
| Tenista            | Ranking | Preclasificado |
| Pablo Cuevas       | 26      | 1              |
| Fabio Fognini      | 31      | 2              |
| David Ferrer       | 33      | 3              |
| Paolo Lorenzi      | 36      | 4              |
| Gilles Simon       | 39      | 5              |
| Robin Haase        | 50      | 6              |
| Jan-Lennard Struff | 54      | 7              |
| Jiří Veselý        | 55      | 8              |

- Ranking del 24 de julio de 2017.

### Dobles masculino
| Tenista                          | Ranking | Preclasificados |
| Marcin Matkowski Nenad Zimonjić  | 77      | 1               |
| Julio Peralta Horacio Zeballos   | 78      | 2               |
| Marcus Daniell Marcelo Demoliner | 95      | 3               |
| Pablo Cuevas Guillermo Durán     | 115     | 4               |

## Campeones

### Individual masculino
Philipp Kohlschreiber venció a  João Sousa por 6-3, 6-4

### Dobles masculino
Pablo Cuevas /  Guillermo Durán vencieron a  Hans Podlipnik /  Andrei Vasilevski por 6-4, 4-6, [12-10]